# Liga Cañadense de Fútbol
La Liga Cañadense de Futbol (cuyas siglas son LCF) es una de las Ligas regionales de fútbol en Argentina y es una entidad que aglutina y organiza la práctica deportiva del fútbol oficial en la ciudad de Cañada de Goméz y alrededores. La liga fue fundada en 1926. 

## Historia
La Liga Cañadense de Fútbol fue fundada en 1926, siendo de esta manera una de las más antiguas de la provincia,  tiene sede en Bvard. Balcarce 639 en la ciudad de Cañada de Goméz y en la actualidad es presidida por Luque Luis.
En ella participan clubes de los departamentos Iriondo, Belgrano y San Lorenzo, representando a las localidades de Armstrong, Bouquet, Bustinza, Cañada de Gómez, Carcaraña, Correa, Montes de Oca, Las Parejas, Las Rosas, Roldán, San Jerónimo Sud, Tortugas y Villa Eloísa, teniendo una zona de influencia de unos 7.500 km² y más de 120 mil habitantes del territorio santafesino.
Algunos de los clubes que participan de la Liga Cañadense de Fútbol compiten o compitieron paralelamente en Torneos Nacionales organizados por el Consejo Federal de la Asociación del Fútbol Argentino. En la actualidad Sportivo Atlético Club de Las Parejas disputa la Copa Argentina y el Torneo Federal A, siendo el único representante de la Liga en representar a la misma en certámenes de carácter nacional.
Dos equipos de la liga conquistaron la Copa Campeón de Campeones de Santa Fe: el Sportivo Atlético Club de Las Parejas en 1993 y el Club Atlético Carcarañá en 1998.
La Liga Cañadense de Fútbol,  cuyo carácter fundamental queda establecido a su propiotítulo, se propone:
- Dirigir y fomentar la práctica del fútbol en esta ciudad dentro de la jurisdicción asignada por las autoridades competentes
- Vincular por su intermedio a las distintas instituciones deportivas dentro del territorio de la provincia y otras similares con la finalidad de difundir e intensificar sus actividades
- Organizar Campeonatos o Torneos locales, zonales, interdepartamentales, interprovinciales o nacionales y concurrir, cuando lo estime conveniente a los que se efectúen dentro del país
- Establecer un local para su sede, en el que se instalará el mayor número posible de sesiones relacionadas con la actividad que se desarrolla
- Colaborar con la fundación de nuevos organismos societarios que respondan a una o más de las diversas manifestaciones de la cultura física sin exclusión de sexos y edades
- Sin perjuicio a sus actividades deportivas, la Liga podrá organizar con fines benéficos, festivales, actos públicos, rememoraciones de acontecimientos históricos, como igualmente prestar su adhesión a iniciativas que de una u otra manera beneficie al deporte y contribuyan a su jerarquización, con absoluta prescindencia política, religiosa o laboral

## Equipos afiliados
| Equipo                                           | Ciudad           | Año de Fundación | Departmento | Provincia |
| ------------------------------------------------ | ---------------- | ---------------- | ----------- | --------- |
| Club Atlético Defensores de Armstrong            | Armstrong        | 1931             | Belgrano    | Santa Fe  |
| Club A. D. Barraca                               | Armstrong        | 1950             | Belgrano    | Santa Fe  |
| Club Atlético Bouquet                            | Bouquet          | 1917             | Belgrano    | Santa Fe  |
| Club Atlético Huracán                            | Bustinza         | 1927             | Iriondo     | Santa Fe  |
| Asociación Deportiva Everton Olimpia             | Cañada de Gómez  | 1993             | Iriondo     | Santa Fe  |
| Club Atlético América                            | Cañada de Gómez  | 1904             | Iriondo     | Santa Fe  |
| Club Atlético Newell's Old Boys                  | Cañada de Gómez  | 1917             | Iriondo     | Santa Fe  |
| Sport Club Cañadense                             | Cañada de Gómez  | 1913             | Iriondo     | Santa Fe  |
| Club Atlético Carcarañá                          | Carcarañá        | 1906             | San Lorenzo | Santa Fe  |
| Club Atlético y Biblioteca Campaña               | Carcarañá        | 1907             | San Lorenzo | Santa Fe  |
| Club Atlético Correa                             | Correa           | 1917             | Iriondo     | Santa Fe  |
| Argentino Atlético Club                          | Las Parejas      | 1922             | Belgrano    | Santa Fe  |
| Sportivo Atletico Club                           | Las Parejas      | 1922             | Belgrano    | Santa Fe  |
| Club Atlético Almafuerte                         | Las Rosas        | 1947             | Belgrano    | Santa Fe  |
| Belgrano Atlético Club                           | Las Rosas        | 1908             | Belgrano    | Santa Fe  |
| Club Atlético Williams Kemmis                    | Las Rosas        | 1930             | Belgrano    | Santa Fe  |
| Atletic Club Montes de Oca                       | Montes de Oca    | 1915             | Belgrano    | Santa Fe  |
| Club Atlético Defensores de Sportsman            | Roldán           | 1942             | San Lorenzo | Santa Fe  |
| Club Atlético El Porvenir del Norte              | San Jerónimo Sud | 1941             | San Lorenzo | Santa Fe  |
| Club Atlético San Jerónimo                       | San Jerónimo Sud | 1917             | San Lorenzo | Santa Fe  |
| Club Atlético Unión Tortugas                     | Tortugas         | 1934             | Belgrano    | Santa Fe  |
| Club Atlético Unión Cultural, Social y Deportivo | Villa Eloísa     | 1962             | Iriondo     | Santa Fe  |

| Equipos con este fondo, no participan de la temporada 2024. |

## Campeones por año
| Temporada | Apertura                                                           | Clausura                                                           |
| --------- | ------------------------------------------------------------------ | ------------------------------------------------------------------ |
| 1926      | Club Atlético San Jerónimo                                         | Club Atlético San Jerónimo                                         |
| 1927      | Sport Club Cañadense                                               | Sport Club Cañadense                                               |
| 1928      | Sport Club Cañadense                                               | Sport Club Cañadense                                               |
| 1929      | Club Atlético Everton Central Argentino                            | Club Atlético Everton Central Argentino                            |
| 1930      | Sport Club Cañadense                                               | Sport Club Cañadense                                               |
| 1931      | Sport Club Cañadense                                               | Sport Club Cañadense                                               |
| 1932      | Sport Club Cañadense                                               | Sport Club Cañadense                                               |
| 1933      | Argentino Atlético Club                                            | Argentino Atlético Club                                            |
| 1934      | Unión Central (Cañada de Gómez)                                    | Unión Central (Cañada de Gómez)                                    |
| 1935      | Club Atlético Everton Central Argentino                            | Club Atlético Everton Central Argentino                            |
| 1936      | Sport Club Cañadense                                               | Sport Club Cañadense                                               |
| 1937      | Club Atlético Newell’s Old Boys                                    | Club Atlético Newell’s Old Boys                                    |
| 1938      | Club Atlético Newell’s Old Boys                                    | Club Atlético Newell’s Old Boys                                    |
| 1939      | Sportivo y Biblioteca Atenas                                       | Sportivo y Biblioteca Atenas                                       |
| 1940      | Club Atlético Newell’s Old Boys                                    | Club Atlético Newell’s Old Boys                                    |
| 1941      | Arroyito (Cañada de Gómez)                                         | Arroyito (Cañada de Gómez)                                         |
| 1942      | Club Atlético Carcarañá                                            | Club Atlético Carcarañá                                            |
| 1943      | Club Atlético Everton Argentinos Juniors                           | Club Atlético Everton Argentinos Juniors                           |
| 1944      | Club Atlético América                                              | Club Atlético América                                              |
| 1945      | Sportivo y Biblioteca Atenas                                       | Sportivo y Biblioteca Atenas                                       |
| 1946      | Club Atlético América                                              | Club Atlético América                                              |
| 1947      | Club Atlético Everton Argentinos Juniors                           | Club Atlético Everton Argentinos Juniors                           |
| 1948      | Club Atlético Everton Argentinos Juniors                           | Club Atlético Everton Argentinos Juniors                           |
| 1949      | Sportivo Atlético Club                                             | Sportivo Atlético Club                                             |
| 1950      | Sportivo Atlético Club                                             | Sportivo Atlético Club                                             |
| 1951      | Talleres (Cañada de Gómez)                                         | Talleres (Cañada de Gómez)                                         |
| 1952      | Club Atlético Newell’s Old Boys                                    | Club Atlético Newell’s Old Boys                                    |
| 1953      | Argentino Atlético Club                                            | Argentino Atlético Club                                            |
| 1954      | Sportivo Atlético Club                                             | Sportivo Atlético Club                                             |
| 1955      | Sportivo Atlético Club                                             | Sportivo Atlético Club                                             |
| 1956      | Sport Club Cañadense                                               | Sport Club Cañadense                                               |
| 1957      | Sportivo Atlético Club                                             | Sportivo Atlético Club                                             |
| 1958      | Club Atlético, Aeronáutico, Biblioteca y Mutual Sarmiento (Leones) | Club Atlético, Aeronáutico, Biblioteca y Mutual Sarmiento (Leones) |
| 1959      | Argentino Atlético Club                                            | Argentino Atlético Club                                            |
| 1960      | Club Social y Deportivo Madryn                                     | Club Social y Deportivo Madryn                                     |
| 1961      | Sport Club Cañadense                                               | Sport Club Cañadense                                               |
| 1962      | Club Atlético Argentino (Marcos Juárez)                            | Club Atlético Argentino (Marcos Juárez)                            |
| 1963      | Sport Club Cañadense                                               | Sport Club Cañadense                                               |
| 1964      | Club Atlético Correa                                               | Club Atlético Correa                                               |
| 1965      | Sport Club Cañadense                                               | Sport Club Cañadense                                               |
| 1966      | Sportivo Atlético Club                                             | Sportivo Atlético Club                                             |
| 1967      | Club Atlético Newell’s Old Boys                                    | Club Atlético Newell’s Old Boys                                    |
| 1968      | Club Atlético y Biblioteca Campaña                                 | Club Atlético y Biblioteca Campaña                                 |
| 1969      | Club Atlético América                                              | Club Atlético América                                              |
| 1970      | Club Atlético Carcarañá                                            | Club Atlético Carcarañá                                            |
| 1971      | Club Atlético Correa                                               | Club Atlético Correa                                               |
| 1972      | Argentino Atlético Club                                            | Argentino Atlético Club                                            |
| 1973      | Sport Club Cañadense                                               | Sport Club Cañadense                                               |
| 1974      | Sport Club Cañadense                                               | Sport Club Cañadense                                               |
| 1975      | Club Atlético Williams Kemmis                                      | Club Atlético Williams Kemmis                                      |
| 1976      | Club Atlético El Porvenir del Norte                                | Club Atlético El Porvenir del Norte                                |
| 1977      | Sport Club Cañadense                                               | Sport Club Cañadense                                               |
| 1978      | Argentino Atlético Club                                            | Argentino Atlético Club                                            |
| 1979      | Argentino Atlético Club                                            | Argentino Atlético Club                                            |
| 1980      | Argentino Atlético Club                                            | Argentino Atlético Club                                            |
| 1981      | Club Atlético Carcarañá                                            | Club Atlético Carcarañá                                            |
| 1982      | Sportivo Atlético Club                                             | Sportivo Atlético Club                                             |
| 1983      | Club Atlético Carcarañá                                            | Club Atlético Carcarañá                                            |
| 1984      | Club Atlético Everton Argentinos Juniors                           | Club Atlético Everton Argentinos Juniors                           |
| 1985      | Club Atlético Almafuerte                                           | Club Atlético Almafuerte                                           |
| 1986      | Club Atlético Almafuerte                                           | Club Atlético Almafuerte                                           |
| 1987      | Club Atlético América                                              | Club Atlético América                                              |
| 1988      | Club Atlético Newell’s Old Boys                                    | Club Atlético Newell’s Old Boys                                    |
| 1989      | Club Atlético Williams Kemmis                                      | Club Atlético Williams Kemmis                                      |
| 1990      | Sport Club Cañadense                                               | Sport Club Cañadense                                               |
| 1991      | Sport Club Cañadense                                               | Sport Club Cañadense                                               |
| 1992      | Sportivo Atlético Club                                             | Sportivo Atlético Club                                             |
| 1993      | Sport Club Cañadense                                               | Sport Club Cañadense                                               |
| 1994      | Club Atlético Carcarañá                                            | Club Atlético Carcarañá                                            |
| 1995      | Sportivo Atlético Club                                             | Sportivo Atlético Club                                             |
| 1996      | Club Atlético y Biblioteca Campaña                                 | Club Atlético y Biblioteca Campaña                                 |
| 1997      | Club Atlético Carcarañá                                            | Club Atlético Carcarañá                                            |
| 1998      | Club Atlético Carcarañá                                            | Club Atlético Carcarañá                                            |
| 1999      | Club Atlético Carcarañá                                            | Club Atlético Carcarañá                                            |
| 2000      | Argentino Atlético Club                                            | Argentino Atlético Club                                            |
| 2001      | Club Atlético Carcarañá                                            | Sport Club Cañadense                                               |
| 2002      | Argentino Atlético Club                                            | Club Atlético Carcarañá                                            |
| 2003      | Sportivo Atlético Club                                             | Sportivo Atlético Club                                             |
| 2004      | Club Atlético El Porvenir del Norte                                | Argentino Atlético Club                                            |
| 2005      | Sportivo Atlético Club                                             | Sport Club Cañadense                                               |
| 2006      | Sportivo Atlético Club                                             | Sportivo Atlético Club                                             |
| 2007      | Club Atlético Carcarañá                                            | Club Atlético Carcarañá                                            |
| 2008      | Club Atlético y Biblioteca Campaña                                 | Club Atlético Carcarañá                                            |
| 2009      | A.D.E.O.                                                           | A.D.E.O.                                                           |
| 2010      | A.D.E.O.                                                           | Club Atlético Carcarañá                                            |
| 2011      | Sportivo Atlético Club                                             | Sportivo Atlético Club                                             |
| 2012      | A.D.E.O.                                                           | Club Atlético San Jerónimo                                         |
| 2013      | Sportivo Atlético Club                                             | Sportivo Atlético Club                                             |
| 2014      | Sportivo Atlético Club                                             | Sportivo Atlético Club                                             |
| 2015      | A.D.E.O.                                                           | Sportivo Atlético Club                                             |
| 2016      | Sportivo Atlético Club                                             | Argentino Atlético Club                                            |
| 2017      | A.D.E.O.                                                           | Club Atlético Defensores                                           |
| 2018      | Sportivo Atlético Club                                             | Sportivo Atlético Club                                             |
| 2019      | Club Atlético y Biblioteca Campaña                                 | Club Atlético Carcarañá                                            |
| 2020-21   | Sport Club Cañadense                                               | Sport Club Cañadense                                               |
| 2022      | Club Atlético Williams Kemmis                                      | A.D.E.O.                                                           |
| 2023      | Club Atlético Defensores                                           | Club Atletico Almafuerte                                           |
| 2024      | Club Atlético Carcarañá                                            | Club Atlético Defensores                                           |

## Títulos por Club
| Equipo                                                             | Títulos | Años Campeón |
| ------------------------------------------------------------------ | ------- | --- |
| Sportivo Atlético Club                                             | 23      | 1949, 1950, 1954, 1955, 1957, 1966, 1982, 1993, 1995, ap. 2003, cl. 2003, ap. 2005, 2006, ap. 2011, cl. 2011, ap. 2013, cl. 2013, ap. 2014, cl. 2014, cl. 2015, ap. 2016, ap. 2018, cl. 2018 |
| Sport Club Cañadense                                               | 19      | 1927, 1928, 1930, 1931, 1932, 1936, 1956, 1961, 1963, 1965, 1973, 1974, 1977, 1990, 1992, cl. 2001, cl. 2005, 2020-21                                                                        |
| Club Atlético Carcarañá                                            | 15      | 1942, 1970, 1981, 1983, 1994. 1997, 1998, 1999, ap. 2001 cl. 2002, 2007, cl. 2008, cl. 2010, cl, 2019, ap. 2024                                                                              |
| Asociación Deportiva Everton Olimpia                               | 13      | 1929, 1935, 1943, 1947, 1948, 1984, ap. 2009, cl. 2009, ap. 2010, ap. 2012, ap. 2015, ap. 2017, cl. 2022                                                                                     |
| Argentino Atlético Club                                            | 11      | 1933, 1953, 1959, 1972, 1978, 1979, 1980, 2000, ap. 2002, cl. 2004, cl. 2016 |
| Club Atlético Newell’s Old Boys                                    | 6       | 1937, 1938, 1940, 1952, 1967, 1988 |
| Club Atlético América                                              | 4       | 1944, 1946, 1969, 1989 |
| Club Atlético y Biblioteca Campaña                                 | 4       | 1968, 1996, ap. 2008, cl. 2019 |
| Club Atlético Defensores                                           | 3       | cl. 2017, ap. 2023, cl. 2024 |
| Club Atlético Williams Kemmis                                      | 3       | 1975, 1989, ap. 2022 |
| Club Atlético Almafuerte                                           | 3       | 1985, 1986, cl. 2023 |
| Club Atlético Correa                                               | 2       | 1964, 1971 |
| Club Atlético San Jerónimo                                         | 2       | 1926, cl. 2012 |
| Club Atlético El Porvenir del Norte                                | 2       | 1976, ap. 2004 |
| Club Atlético Argentino (Marcos Juárez)                            | 1       | 1962 |
| Arroyito (Cañada de Gómez)                                         | 1       | 1941 |
| Club Atlético, Aeronáutico, Biblioteca y Mutual Sarmiento (Leones) | 1       | 1958 |
| Talleres (Cañada de Gómez)                                         | 1       | 1951 |
| Unión Central (Cañada de Gómez)                                    | 1       | 1934 |